# Under Attack
Under Attack — один из последних синглов шведской поп-группы ABBA. Он был первоначально выпущен на альбоме-компиляции 1982 года The Singles: The First Ten Years, но на следующий год во многих странах вышел как сингл (в Великобритании это произошло ещё 3 декабря 1982 года). Under Attack стал 28-м синглом ABBA для Polar Music.

## История
Under Attack была записана 2 августа 1982 года. Группа собиралась выпустить новый студийный альбом, однако из-за нервозности рабочей обстановки проект был отложен на неопределённый срок (как теперь очевидно, навсегда), и вместо него было решено выпустить двойной альбом-компиляцию из предыдущих синглов вместе с двумя новинками, которыми стали песни The Day Before You Came (выпущенная как сингл в октябре 1982 года) и Under Attack.
Песня Under Attack была неудачным в коммерческом отношении релизом. Популярность ABBA значительно упала, и два предшествующих сингла нигде не смогли пробиться на высшую строчку хит-парада. Оценки Under Attack достаточно противоречивы: некоторые фанаты склонны полагать, что песня опередила своё время, другие указывают на то, что песня была слишком лёгкой и незамысловатой по сравнению с другими композициями группы ABBA. И пусть песня попала в топ-5 в Бельгии и Нидерландах, а также пробилась в топ-20 ряда других европейских стран, хитом она не стала. Высшим достижением в Великобритании стала 26-я позиция; в Австралии, где популярность группы не так давно превышала славу The Beatles, Under Attack стал грустной лебединой песней, с трудом войдя в чарты на 96-й позиции.
Бьорн Ульвеус сказал, что Under Attack — неплохая песня, которая, будучи выпущенной несколько раньше, стала бы хитом. Бенни Андерссон, в свою очередь, отметил, что песня, несмотря на все свои достоинства, является далеко не лучшей записью ABBA.
Under Attack присутствует в мюзикле Mamma Mia!, являясь в нём единственной композицией, не ставшей большим европейским хитом. Под подобное определение подходят разве что Honey, Honey, успех которой в Европе был ограничен географией релиза, и некоторые песни ABBA, как синглы вовсе не вышедшие (Our Last Summer и Slipping Through My Fingers).

## Позиции в чартах
| Чарт (1983)              | Позиция |
| ------------------------ | ------- |
| Belgian Singles Chart    | 3       |
| Dutch Singles Chart      | 5       |
| Irish Singles Chart      | 11      |
| Swiss Singles Chart      | 15      |
| Finnish Singles Chart    | 16      |
| German Singles Chart     | 22      |
| UK Singles Chart         | 26      |
| French Singles Chart     | 43      |
| Australian Singles Chart | 96      |

## Кавер-версии
- Как указано выше, песня включена в мюзикл Mamma Mia!, но, однако, является одной из композиций, не присутствующих в экранизации.
- На трибьют-альбоме ABBA Super Hits имеется версия исполнения Power Generation Project.
- Версия в стиле хай-энерджи/евродэнс авторства Abbacadabra присутствует на компиляции 2008 года We Love ABBA: The Mamma Mia Dance Compilation, выпущенной лейблом Almighty Records[7].
- Песня была исполнена шведским исполнителем Магнусом Карлссоном.